# Guille Lara
Guillermo Lara Ramos (San Roque, Cádiz, España; 13 de junio de 1996) es un futbolista español. Juega de portero. Su último equipo ha sido el Real Avilés del grupo 2 de la Tercera División de España.

## Trayectoria
Nació en la localidad gaditana de San Roque. Fue internacional sub-16 con España y jugó en las categoría inferiores del Fútbol Club Barcelona antes de pasar por el Cádiz C. F., Marbella F. C. y Atlético Malagueño.
En la temporada 2017/18, llega al filial del Real Valladolid, con el que jugó en Segunda División B teniendo como entrenador a Miguel Rivera Mora.
En agosto de 2018, el portero se convierte en nuevo jugador del Unión Deportiva Almería "B" para la temporada 2018/19, en la que el compaginará su estancia en el filial rojiblanco que juega en la Segunda División B del fútbol español con ser el tercer portero del primer equipo que milita en la Liga 123. Sin llegar a debutar con el primer equipo. En enero de 2019 rescinde contrato con el club almeriense.
A los pocos días, firma por lo que resta de temporada con el Club de Fútbol Badalona.
En enero de 2020, tras media temporada sin competir, firma por el Real Avilés, equipo del grupo 2 de la Tercera División de España.

## Clubes
| Club                        | País   | Año       |
| --------------------------- | ------ | --------- |
| F. C. Barcelona juvenil "A" | España | 2014-2015 |
| Cádiz C. F.                 | España | 2015-2016 |
| C. D. Llosetense (cesión)   | España | 2015-2016 |
| Marbella F. C.              | España | 2016-2017 |
| Atlético Malagueño          | España | 2017      |
| Real Valladolid Promesas    | España | 2017-2018 |
| U. D. Almería "B"           | España | 2018      |
| C. F. Badalona              | España | 2019      |
| Real Avilés C. F.           | España | 2020      |